# Henry Every
Henry Every, eller Henry Avery, även känd som Long Ben och Piraternas Kung, född 1659 i Newton Ferrers, England, död 1699 i Bideford, var en ökänd pirat. Hans riktiga namn var Henry Every och som många andra pirater hade han flera alias, bland andra John Avery, Long Ben och Benjamin Bridgeman.
Mycket lite är känt om Henry Everys liv före piratkarriären, men man vet att han opererade som slavhandlare i Karibien utan tillstånd under det sena 1600-talet. Han var en av få pirater som undkom med livet i behåll och som dessutom kom över en enorm förmögenhet även efter piratlivet. Allt detta trots hans synnerligen kriminella liv. Averys kanske mest kända kriminella verk är plundringen av skeppet Ganj-i-Sawai (från dagens Indien) där Avery och ett flertal andra pirater ska ha plundrat juveler och ädelmetaller värderade till ca 108 miljoner dollar. Kapningen av detta skepp urartade i en orgie av våldtäkter och fylleslag. Storyn om Averys skatt har dragit till sig mycket frågetecken, inte minst i spelvärlden och spelet uncharted 4 där Averys skatt är huvudmålet. Ingen sägs ha hittat Averys skatt på riktigt.

## Populärkultur
Henry Avery har även varit med i den Brittiska sci-fi serien Doctor Who under avsnittet  The Curse Of The Black Spot  ; han är under avsnittet spelad av skådespelaren Hugh Bonneville. Han var även med i TV-spelet, Uncharted 4: A Thief's End där hela spelet handlade om att hitta hans skatt.